# 김종곤
김종곤(金鍾坤, 1930년 11월 21일~2022년 7월 17일)은 대한민국의 군인, 정치인이다.
경상남도 밀양군에서 태어났으며 진해고등학교를 졸업하였다.

## 주요 경력
- 1949년 경상남도 진해고등보통학교 졸업
- 1951년 해군사관학교 제4기 졸업[5]
- 1954년 어뢰정장[6]
- 1955년 육군보병학교 수료
- 1956년~1957년 LSM-613(울릉)정장[5]
- 1957년 해군대학 수료
- 1959년 미국 육군참모대학교 수료
- 1961년 국방대학교 졸업
- 1962년~1963년 PCEC-53(한산)함장[5]
- 1964년 합동참모대학교 졸업
- 1964년 합동참모대학교 교수[4]
- 1966년~1967년 DD-91(충무)함장[5]
- 1968년 해군통제부 참모장[4]
- 1970년 준장 진급, 제2전단 사령관[7]
- 1971년 인천경비부 사령관[7]
- 1973년 해군본부 작전참모부장, 해군통제부 사령관[7]
- 1975년 헌국함대 사령관[7]
- 1977년 해군제1참모차장[7]
- 1979년 4월 17일~1981년 5월 14일 해군참모총장[5]
- 1980년 국가보위비상대책위원회 위원[8]
- 1981년 7월~1985년 4월 주 타이완 대사[9]
- 1988년 제13대 국회의원 (민주정의당)[4]
- 1990년 제13대 국회의원 (민주자유당)[4]
- 1996년 해군 예비역장성 자문회의[10]
- 1998년 성우회 제5대 부회장[4][11]

## 상훈
- 1953년 은성충무무공훈장[5]
- 1971년 보국훈장 천수장[5]
- 1966년 화랑무공훈장[5]
- 1968년 4등보국훈장[5]
- 1979년 보국훈장 통일장[5]
- 1980년 을지무공훈장[5]
- 1985년 대만 대수경성훈장(大綬景星勳章)[12]

## 역대 선거 결과
| 실시년도 | 선거  | 대수 | 직책     | 선거구 | 정당       | 득표수      | 득표율         | 순위        | 당락 | 비고 |
| -------- | ----- | ---- | -------- | ------ | ---------- | ----------- | -------------- | ----------- | ---- | ---- |
| 1988년   | 총선  | 13대 | 국회의원 | 전국구 | 민주정의당 | 6,670,494표 | \| \| 34.0% \| | 전국구 11번 |      | 초선 |
|          | 34.0% |      |          |        |            |             |                |             |      |      |

## 같이 보기
- 대한민국 국군
- 대한민국-중화민국 관계